# 水上航
水上航（8月25日—），日本女性漫畫家。東京都出身。

## 作品
- 奇幻蛙2堂、全1冊、原名
- 比基尼！、1冊待續、原名、日文版全2冊
- 青空紙飛機、全1冊、原名
- 甜姐新嫁娘、全4冊、原名
- 第六感指令、全3冊、原名
- Working Girl、全3冊、原名
- 眼鏡王子、全4冊、原名

## 外部連結
- [永久] （日語） - 講談社
- （日語）
- 博客來網路書店 - 目前您搜尋的關鍵字為: 水上航 （日語）
- 水上航的X（前Twitter） （日語）